# Peyrusse-le-Roc
Peyrusse-le-Roc é uma comuna francesa na região administrativa de Occitânia, no departamento de Aveyron. Estende-se por uma área de 13,81 km². Em 2010 a comuna tinha 226 habitantes (densidade: 16,4 hab./km²).